# 拉福里
拉福里（法語：La Faurie，法語發音：[la foʁi]）是法国上阿尔卑斯省的一个市镇，属于加普区。

## 地理
拉福里（44°34'2"N, 5°44'24"E）面积31.44 平方千米，位于法国普罗旺斯-阿尔卑斯-蓝色海岸大区上阿尔卑斯省，该省份为法国东南部内陆省份，北起萨瓦省，西北接伊泽尔省，西南接德龙省，南至上普罗旺斯阿尔卑斯省，东北部与意大利接壤。
与拉福里接壤的市镇（或旧市镇、城区）包括：比埃什河畔阿斯普尔、拉博姆、蒙布朗、圣于连昂博谢讷、圣皮埃尔达尔让松。

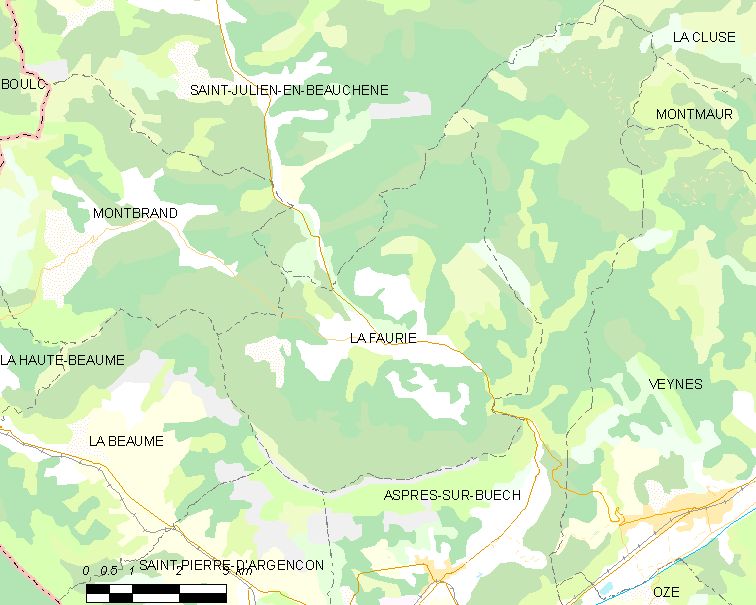
拉福里的OSM定位图

拉福里的时区为UTC+01:00、UTC+02:00（夏令时）。

## 行政
拉福里的邮政编码为05140，INSEE市镇编码为05055。

## 政治
拉福里所属的省级选区为塞尔县。

## 人口

1962-2008年间拉福里人口变化图示

拉福里于2022年1月1日时的人口数量为298人。